# Middlefield (Massachusetts)
Middlefieldr – miasto w Stanach Zjednoczonych, w stanie Massachusetts, w hrabstwie Hampshire.